# Герман Пааше
Герман Пааше (24 лютого 1851, Бург — 11 квітня 1925, Детройт) — німецький статистик та економіст, професор Берлінського технічного університету і депутат рейхстагу Німецької імперії, автор-розробник індексу споживчих цін (індексу Пааше).

## Освіта
Здобув освіту в Університеті Галле, де вивчав сільське господарство. У цей період студентського життя Герман Пааше змушений був вступити на військову службу, але після її закінчення він таки продовжив навчання, зосередивши увагу тепер на економіці, статистиці та філософії. Згодом майбутній економіст отримав докторський ступінь у 1875 році під керівництвом Йоганнеса Конрада в Університет Галле. У 1877 р. він написав докторську дисертацію (габілітацію), що мала назву «Über die Entwicklung der Preise und der Rente des Immobiliarbesitzes».

## Кар'єра
У 1879 р. Герман став професором політології Ахенского технічного університету, але швидко перейшов до Марбурзького університету (в 1884 році), а в 1897 році вирішив приєднатись до Берлінського технічного університету. Саме тоді Г. Пааше і розробив національний статистичний індекс (Paasche index) та проаналізував німецьку цукрову промисловість.

## Політична робота
У 1906 році він відмовився від своєї професії, щоб присвятити весь час політиці. У 1881 і по 1884 р. Пааше був членом Ліберального Союзу, з 1893  р. був залучений як до Рейхстагу у Ростоку, так і в прусський державний парламент. Важливим було те, що він відігравав центральну роль у подоланні кризи цукрової промисловості Німеччини за рахунок переходу від протекціонізму до ринково-споживчої політики. З 1898 р. Герман Пааше належав до Центральної ради Національної ліберальної партії (Німеччина), з 1903 по 1909 р. і з 1912 по 1918 р. обіймав посаду віце-президента рейхстагу. Окрім цього, Пааше був дуже активним як ліберал: у 1908 році у контексті так званої «Щоденної телеграфної справи», він гостро розкритикував імператора Вільяма ІІ, через що тимчасово втратив підтримку партії і був виключений із прусського парламенту. Під час Першої світової війни він виступав проти необмеженої підводної війни та підтримував мирну угоду. У період із 1921 по 1924 рік він знову став членом Рейхстагу від Німецької народної партії. Помер Герман Пааше у 1925 році в Детройті, Мічиган, США у віці 74 років.

## Ганс Пааше
Єдиною дитиною віце-президента Рейхстагу Германа та Лізі Пааше був Ганс (народився 3 квітня 1881 року в Ростоку, — † 21 травня 1920 р.) — морський офіцер, радикальний реформатор, пацифіст і письменник.

Офіцер Імперського флоту і бойовий пацифіст, Ганс Пааш був також завзятим мисливцем і охоронцем природи, дослідником африканських і реформаторських проблем життя, релігієзнавцем і вегетаріанцем, революціонером і автором книги «Im Morgenlicht», яка містила враження від німецько-африканської військової кампанії в колоніях німецької Східної Африки (Ганс був головнокомандувачем у регіоні Руфіджі) та полювання в Африці під час медового місяця із своєю дружиною Еллен Уіттінг, а також цінні етнографічні матеріали. Його сатирична пародія на німецький спосіб життя здобула надзвичайну популярність, проте ця слава принесла йому і небезпечну увагу військових прокурорів.

У 1920 році, у віці 39 років, він був розстріляний командомом із 60 солдатів окружного командування III за наказом консула ультранаціоналістичної команди «Смерть».

## Внесок у науку
Герман Пааше відомий в науковому середовищі, в основному, завдяки розробці агрегатного індексу, що пізніше отримав його ім'я, а також як автор цілого ряду значних для свого часу робіт на різноманітну тематику (товарні ціни, спадкова оренда, цукрова промисловість, паперово-грошовий обігу і т. д.)

## Індекс споживчих цін[4]
Індекс цін Пааше, який ще називають дефлятором ВВП, відображає зміну цін на всі товари та послуги кінцевого призначення, що вироблені і реалізовані в країні в даному році. Тобто він показує на скільки подешевшали або подорожчали товари і розраховується за такою формулою: 

{\displaystyle Ip^{P}=\ {\sum p_{1}*q_{1} \over \sum p_{0}*q_{1}}}, 

де {\displaystyle \sum p_{1}*q_{1}} — фактична вартість продукції облікового періоду, а {\displaystyle \sum p_{0}*q_{1}} — вартість реалізованих товарів у звітному періоді за цінами базового періоду.
Якщо уважніше придивитись до вище наведеної формули, то можна побачити, що чисельник є не чим іншим як номінальним ВВП, а знаменник - реальним ВВП.
Головним недоліком індексу Пааше є те, що він не враховує реальні зміни в структурі товарів і послуг, що мали місце в поточному році в порівнянні з попереднім або базовим роком. Проте цей методичний недолік частково усуває індекс Фішера.